# Diego Calva
Diego Calva Hernández (Mexico-Stad, 16 maart 1992) is een Mexicaans acteur die vooral bekend staat om zijn rol als Arturo Beltrán-Leyva in de televisieserie Narcos: Mexico (2021) en de rol van Manny Torres in de historische komedie-dramafilm Babylon (2022). Voor de laatste ontving hij een nominatie voor de Golden Globe voor beste acteur in een film – musical of komedie.